# Oink!
Oink! é um jogo criado pela Activision em 1982 para o console Atari 2600. Onde como tema é usada a História dos 3 Porquinhos. Enquanto o lobo mau abaixo da da casa fica soprando e sumindo com os tijolos, o porquinho dentro da casa tem de repor os tijolos que somem.
Uma versão do Oink! foi usada em experimentos realizados em meados da década de 1980 para testar a existência de telecinesia, cujos resultados foram publicados no Journal of Parapsychology.